# ネフェルネフェルウアテン
ネフェルネフェルウアテン (翻字: nfr-nfr.w-itn, エジプト語英語化: Nefer neferu Aten, 生没年不詳)は、 古代エジプトのアマルナ時代 （紀元前1330年ごろ）のファラオ（共同統治者）。 印章に見られる形容辞 "Akhet en hy es" （「夫に有用なる(者)」）が、女性であったことを示している。 名前がカルトゥーシュ （王室の名前を囲む楕円形）の中に書かれているため、王族に分類される。 

## 背景

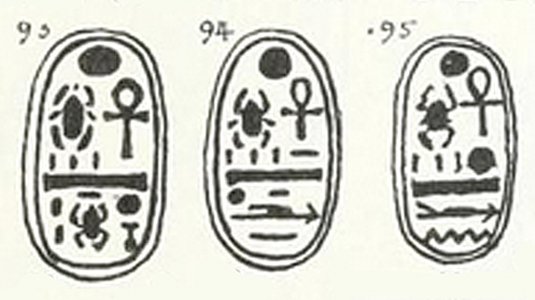
アマルナのカルトゥーシュ：女性形で形容辞があるもの（93）、名前と形容辞があるもの（94）形容辞がないもの（95）

アマルナ時代の研究に関する大きな問題は、それがわずか数十年後に後続の王、ホルエムヘブによって歴史から消去されたことである。 
これに加えて、ネフェルネフェルウアテンの即位名がスメンクカーラーと同じであるという問題がある 。ネフェルネフェルウアテンの名前は"Ankhet-kheperu-Ra(merit wa-en-Ra)"である 、スメンクカーラーの即位名は"Ankh-kheperu-Ra"である。 王座名は通常一意であるため、これは非常にまれな状況である。 右の図は、3つの異種を示している。これらは今日、すべてスメンクカーラーではなくネフェルネフェルウアテンに割り当てられている。現在、即位名に形容辞(merit wa en raなど)が付いていればネフェルネフェルウアテン、そうでなければスメンクカーラーに割り当てる方式がとられている。
十分な証拠がないことから、ネフェルネフェルウアテンの名前、性別、存在可能性は、過去数十年間もエジプト学者によって疑問視され、議論されてきた。 

## 歴史の発見と研究
ツタンカーメン王墓KV62には、ネフェルネフェルウアテンまたはスメンクカーラーに割り当てることができるいくつかの副葬品がある。それらから即位名アンクケペルゥラーと誕生名ネフェルネフェルウアテンの両方を再構築できる。Marianne Eaton-Kraussの研究によれば、ツタンカーメンの石棺でさえも最初から彼のために用意されたものではなかったようである。ツタンカーメンという名前で上書きされている石棺のカルトゥーシュから、元の名前は再構築できなかった。同じことは、宝庫にある腸を収めた棺に描かれた王の顔の特徴が他の宝物でのツタンカーメンの表現と異なることに当てはまる可能性がある。 
ペイリという名前の司祭のものであるテーベの墓TT139の碑文冒頭にある出来事の時として次のことが記されている。 
統治3年、増水季3月、10日目。上下エジプト王、二国の所有者Ankh kheperu Ra meri Aten, Nefer neferu Aten meri Wa-en-Raの息子。
1980年代まで、ネフェルネフェルウアテンとスメンクカーラーはこれらの発見に基づいて同一視されていた。1973年に、エジプト学者ジョン・R・ハリスが、いくつかのカルトゥーシュが "Ankhet kheperu Ra" または "merit" という名の女性形を持っていることを発見した。これは、その人物が女性なのか男性なのかについての議論につながった。ロルフ・クラウスは1978年にネフェルネフェルウアテンとスメンクカーラーは異なる人物であるとする説を提唱した。1988年にジェームズ・P・アレンは、"Ankh(et)-kheperu-Ra" という王座名と「ネフェルネフェルウアテン」という誕生名が一緒に現れたときには、ほとんどの場合にアクエンアテンを指す別名 (Wa-en-Ra)が付随することを発見し、クラウスの説を支持した。一方、"Ankh kheperu Ra"と「スメンクカーラー」という名前が一緒に現れたときには、この言い回しは常に欠落していた。 
1998年に、マーク・ガボルデはツタンカーメンの墓から発見されたオブジェクトのうち元々ネフェルネフェルウアテンのものであったとみられるいくつかの物の銘文が"meri nefer-kheperu-Ra" （「Nefer-kheperu-Raに愛されている」）ではなく、元々"Achet en hy es" （「夫に有用なる(者)」）であったという結論に達した。この銘文は女性にのみ合てはまる。数年後、シナイ半島のテルエルボルグで印章が見つかった。これは、この形式の名前も反映している。

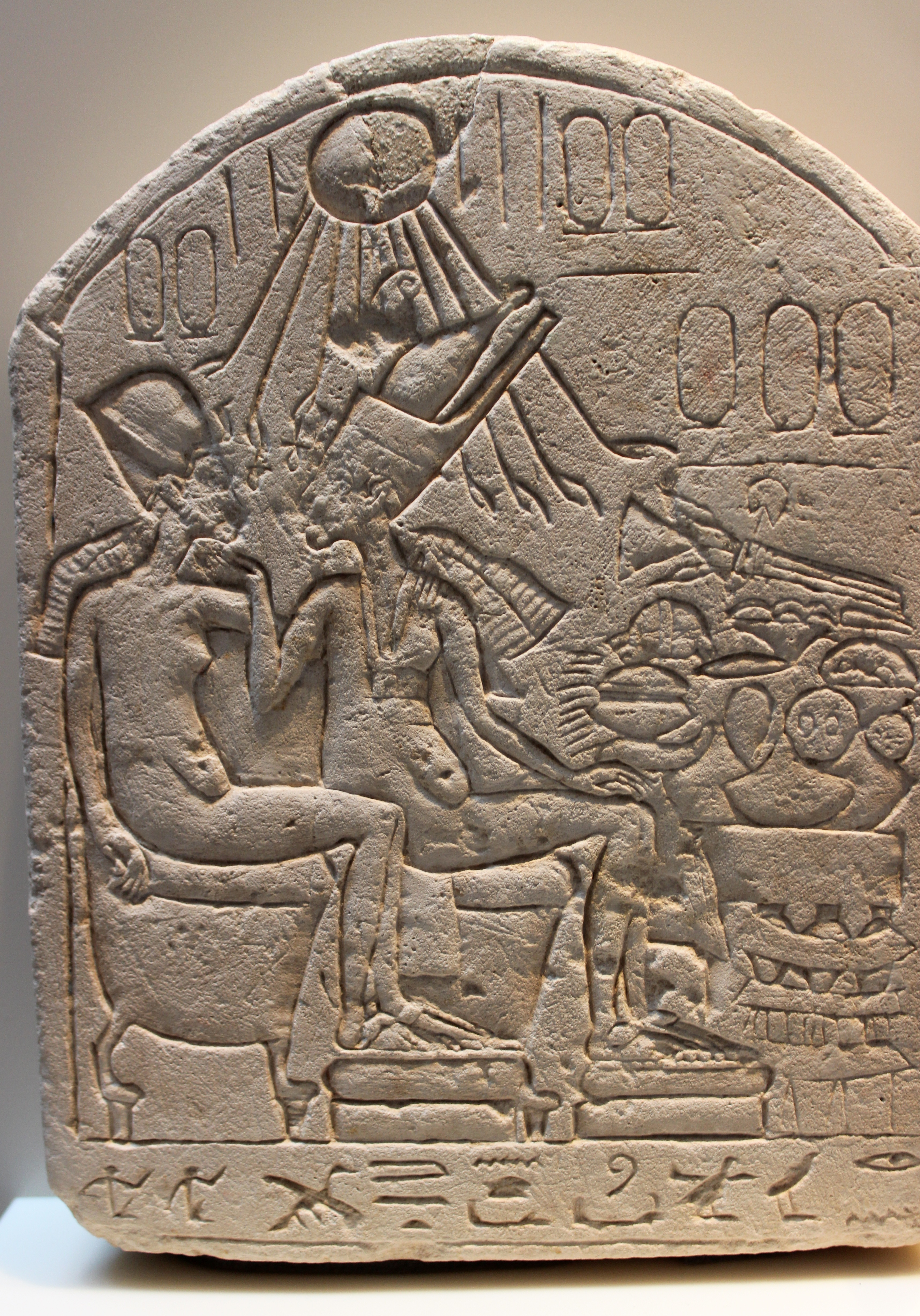
ベルリン新博物館の石碑17813

カナダのエジプト学者Valérie Angenotは2019年にアマルナ期のいくつかの王室の胸像とプスケントを着用した人物およびケペレシュを着用した人物が描かれている石碑、No.17813を記号論的に調査した。この異常に親密なジェスチャーは、この形式ではアクエンアテンの娘の表現のためにのみ使われている。彫像の比率を既知の王女の彫像と比較することにより、彼女はハノーバーのアクエンアテンの胸像を彼の娘の一人の画像として、そして王女の状態からファラオへの移行の表現として見る。

## アイデンティティと位置
この人物についてはさまざまな説がある。
- マーク・ガボルデは、アクエンアテンとネフェルティティの長女メリトアテンであるとする。[10]
- ジェームズ・P・アレンは、アクエンアテンとネフェルティティの4番目の娘ネフェルネフェルウアテン・タシェリトであるとする。[11]
- エイダン・ドドソンは、ほとんどのカルトゥーシュで囲まれたフルネームがネフェルネフェルウアテン・ネフェルティティであるネフェルティティであるとする。[12]
- Valérie Angenotはメリトアテンとネフェルネフェルウアテン・タシェリトの2人が共通の名前で統治したとする。[9]

彼女の名前がカルトゥーシュで表現されていることと、通常王女の名前はカルトゥーシュで書かれていないことから、ネフェルネフェルウアテンが支配的なファラオとして君臨していたと仮定することができる。これは、パイリの墓の碑文からも示唆されている。アクエンアテンとツタンカーメンの治世は直結しておらず、いくつかの説があるもののその間に1〜4年の期間があるという点については一般的なコンセンサスがある。
ネフェルネフェルウアテンの名前の追加が主にアクエンアテンを指しているという事実は、アレンによると、密接な関係を指し示すだけでなく、王座に対する彼らの主張を正当化するための試みでもあり得る。したがって、スメンクカーラーは王位の直接の競争相手であったかもしれない。スメンクカーラーはアクエンアテンの直接の後継者であったがすぐに亡くなり、ネフェルネフェルウアテンが彼に続いたとする学者もいる。一部のエジプト学者によると、この名前はネフェルネフェルウアテンがしばらくの間、アクエンアテンの共同摂政であったことを意味している可能性もある。
最終的に彼女の墓の大部分がツタンカーメンの葬儀に使用されたという事実は、ネフェルネフェルウアテンの後継者がファラオの葬儀を許可することを拒否したことを示唆している。